# Губка Боб Квадратные Штаны (8 сезон)
Восьмой сезон «Губка Боб Квадратные Штаны» транслировался с 26 марта 2011 по 6 декабря 2012. В России 8 сезон транслировался на Nickelodeon с 14 января 2012 по 25 октября 2014 года. Он состоит из 26 серий.

## Производство
Восьмой сезон мультсериала «Губка Боб Квадратные Штаны» изначально планировался выйти впервые 19 июня 2010 года, но потом все выпущенные серии перенесли в седьмой сезон, а первые 6 серий из 7 сезона перенесли в шестой сезон. В декабре 2009 года Nickelodeon упорядочил достаточно эпизодов, чтобы довести мультсериал до 178 эпизодов. Ранее, когда начало седьмого сезона было объявлено в марте 2008 года, количество эпизодов было доведено до 152. Восьмой сезон состоит из 26 эпизодов (со 153 по 178 серию). В этом сезоне мультсериал стал больше, чем мультсериал «Ох уж эти детки!», состоящий из 172 эпизодов, и тем самым стал самым продолжительным проектом Nickelodeon’а. Заключительную серию 8-го сезона в США показали 6 декабря 2012 года.
Раскадровка делалась на студии «Nickelodeon Animation Studio» (Бербанк, штат Калифорния), а анимация — за границей, в студии «Rough Draft Studios» в Южной Корее. В 2012 году вышел спецвыпуск «Губка Боб празднует Рождество», первая серия «Губки Боба», полностью выполненная в кукольной анимации. Анимацией для данной серии занималась студия «Screen Novelties» под руководством Марка Кабальеро, Симуса Уолша и Кристофера Финнегана. Производство спецвыпуска началось в октябре 2011 года и заняло порядка 5 месяцев. Над анимацией сезона работали: Алан Смарт, Том Ясуми, Эндрю Овертум, Марк Кабальеро и Шеймус Уолш.
Раскадровку восьмого сезона делали: Аарон Спрингер, Зеус Цервас, Кейси Александр, Шон Чэрмэтц, Люк Брукшир, Нэйт Кэш, Марк Чеккарелли и Винсент Уоллер.
Главным сценаристом восьмого сезона был Стивен Бэнкс. Над сценариями также работали Пол Тиббит, Дэни Михаэли, мистер Лоуренс, Ричард Пурсель и Дерек Иверсен, в частности: Аарон Спрингер, Зеус Цервас, Кейси Александр, Шон Чэрмэтц, Люк Брукшир, Нэйт Кэш, Марк Чеккарелли и Винсент Уоллер.

## Серии
| № общий | № в сезоне | Название                                                                            | Художник                              | Автор сценария                                                             | Дата премьеры в США                                    | Дата премьеры в России |
| --- | ---------- | ----------------------------------------------------------------------------------- | ------------------------------------- | -------------------------------------------------------------------------- | ------------------------------------------------------ | ---------------------- |
| 153a | 1a         | «Будут травмы» «Accidents Will Happen»                                              | Эндрю Овертум                         | Люк Брукшир, Нэйт Кэш и Дэни Михаэли                                       | 18 июля 2011                                           | 16 апреля 2012         |
| Сквидвард ломает своё щупальце и Крабс, чтобы избежать штрафа, ухаживает за ним, пока Губка Боб и Патрик проводят расследование. |            |                                                                                     |                                       |                                                                            |                                                        |                        |
| 153b | 1b         | «Ещё один крабсбургер» «The Other Patty»                                            | Эндрю Овертум                         | Люк Брукшир, Нэйт Кэш и Даг Лоуренс                                        | 25 июня 2011                                           | 16 апреля 2012         |
| У Планктона и мистера Крабса появляется новый конкурент — ресторан с дряблбургерами. Они объединяются и пытаются украсть рецепт вместе. |            |                                                                                     |                                       |                                                                            |                                                        |                        |
| 154a | 2a         | «Не выходя из лодки» «Drive Thru»                                                   | Том Ясуми                             | Аарон Спрингер и Дэни Михаэли                                              | 19 июля 2011                                           | 17 апреля 2012         |
| В стене «Красти Краба» образуется дырка, и мистер Крабс делает из неё окно для приёма заказов. |            |                                                                                     |                                       |                                                                            |                                                        |                        |
| 154b | 2b         | «Крутые гонки» «The Hot Shot»                                                       | Алан Смарт                            | Аарон Спрингер и Дерек Иверсен                                             | 18 июня 2011                                           | 17 апреля 2012         |
| Губка Боб учится вождению у сына легендарного гонщика Тони Фаста, новенького в школе вождения. |            |                                                                                     |                                       |                                                                            |                                                        |                        |
| 155a | 3a         | «Товарищеский матч» «A Friendly Game»                                               | Том Ясуми                             | Кейси Александр, Зеус Цервас и Стивен Бэнкс                                | 26 марта 2011                                          | 16 апреля 2012         |
| Губка Боб и Патрик собрались играть в гольф, однако из-за дождя друзья устраивают гольф-поле прямо у Губки Боба дома, что в очередной раз раздражает Сквидварда. |            |                                                                                     |                                       |                                                                            |                                                        |                        |
| 155b | 3b         | «Сентиментальный губка» «Sentimental Sponge»                                        | Алан Смарт                            | Люк Брукшир, Нэйт Кэш и Даг Лоуренс                                        | 2 апреля 2011                                          | 16 апреля 2012         |
| Патрик советует Губке Бобу сохранять мусор, и теперь не только его дом полон ненужного хлама, но и весь двор, что не нравится Сквидварду. |            |                                                                                     |                                       |                                                                            |                                                        |                        |
| 156 | 4          | «Морозные гонки» «Frozen Face-Off»                                                  | Эндрю Овертум и Том Ясуми             | Кейси Александр, Зеус Цервас, Дерек Иверсен, Дэни Михаэли и Ричард Пурсель | 15 июля 2011                                           | 14 января 2012         |
| Неизвестный миллиардер устраивает ледяные гонки на выживание. Пока весь Бикини Боттом борется за главный приз, Планктон пытается осуществить свой коварный план. |            |                                                                                     |                                       |                                                                            |                                                        |                        |
| 157a | 5a         | «Школа Сквидварда для взрослых» «Squidward’s School for Grown-Ups»                  | Алан Смарт                            | Аарон Спрингер, Шон Чэрмэтц и Ричард Пурсель                               | 4 июня 2011                                            | 17 апреля 2012         |
| У Патрика неожиданно вырастает настоящая «взрослая» борода, и он решает, что пришло время начать вести себя по-взрослому. Он находит общие интересы со Сквидвардом, но Губке Бобу это может не понравиться. |            |                                                                                     |                                       |                                                                            |                                                        |                        |
| 157b | 5b         | «Устное донесение» «Oral Report»                                                    | Алан Смарт                            | Кейси Александр, Зеус Цервас и Дэни Михаэли                                | 26 марта 2011                                          | 17 апреля 2012         |
| Губка Боб составляет устное сочинение, заданное в школе вождения, но боится выступать перед классом и просит помощи у друзей. |            |                                                                                     |                                       |                                                                            |                                                        |                        |
| 158a | 6a         | «Кисло-сладкий кальмар» «Sweet and Sour Squid»                                      | Том Ясуми                             | Аарон Спрингер и Даг Лоуренс                                               | 20 июля 2011                                           | 18 апреля 2012         |
| Планктон пытается подружиться со Сквидвардом, чтобы узнать секретный рецепт крабсбургеров. |            |                                                                                     |                                       |                                                                            |                                                        |                        |
| 158b | 6b         | «Глазастый художник» «The Googly Artiste»                                           | Эндрю Овертум                         | Люк Брукшир, Нэйт Кэш и Дерек Иверсен                                      | 21 июля 2011                                           | 18 апреля 2012         |
| Художественный критик оценивает камень Патрика с глазами, и тот становится известным художником. |            |                                                                                     |                                       |                                                                            |                                                        |                        |
| 159 | 7          | «В отпуск всей семьёй» «A SquarePants Family Vacation»                              | Эндрю Овертум и Том Ясуми             | Аарон Спрингер, Шон Чэрмэтц и Дерек Иверсен                                | 11 ноября 2011                                         | 4 июля 2012            |
| Губка Боб, его родители и Патрик, отправляются в отпуск на Большой Барьерный Риф, но по дороге у них ломается машина. Примечание: часть сюжета «Губка Боб и большой отдых». |            |                                                                                     |                                       |                                                                            |                                                        |                        |
| 160a | 8a         | «Патрик в домоотпуске» «Patrick’s Staycation»                                       | Эндрю Овертум                         | Люк Брукшир, Нэйт Кэш, Шон Чэрмэтц и Дэни Михаэли                          | 8 ноября 2011                                          | 14 июля 2012           |
| Губка Боб предлагает отправиться Патрику в отпуск, однако у него денег нет, и Губка Боб устраивает ему отдых прямо у него дома. Примечание: часть сюжета «Губка Боб и большой отдых». |            |                                                                                     |                                       |                                                                            |                                                        |                        |
| 160b | 8b         | «Победа над Планктоном» «Walking the Plankton»                                      | Алан Смарт                            | Кейси Александр, Зеус Цервас и Даг Лоуренс                                 | 7 ноября 2011                                          | 14 июля 2012           |
| Мистер Крабс и Губка Боб неожиданно выигрывают билет на бесплатный круиз, а Планктон едет с ними, чтобы попытаться украсть рецепт крабсбургеров. Примечание: часть сюжета «Губка Боб и большой отдых». |            |                                                                                     |                                       |                                                                            |                                                        |                        |
| 161a | 9a         | «Луноотпуск» «Mooncation»                                                           | Алан Смарт                            | Шон Чэрмэтц, Винсент Уоллер и Стивен Бэнкс                                 | 10 ноября 2011                                         | 14 июля 2012           |
| Сэнди отправляется на Луну, но в космический полёт вмешивается Губка Боб. Примечание: часть сюжета «Губка Боб и большой отдых». |            |                                                                                     |                                       |                                                                            |                                                        |                        |
| 161b | 9b         | «Мистер Крабс берёт отпуск» «Mr. Krabs Takes a Vacation»                            | Том Ясуми                             | Люк Брукшир, Марк Чеккарелли, Шон Чэрмэтц и Стивен Бэнкс                   | 9 ноября 2011                                          | 14 июля 2012           |
| Мистер Крабс с дочкой Перл едут отдыхать. Они берут с собой Губку Боба. Примечание: часть сюжета «Губка Боб и большой отдых». |            |                                                                                     |                                       |                                                                            |                                                        |                        |
| 162 | 10         | «Глупые призраки» «Ghoul Fools»                                                     | Эндрю Овертум и Том Ясуми             | Люк Брукшир, Марк Чеккарелли и Дерек Иверсен                               | 21 октября 2011                                        | 31 октября 2012        |
| Увидев большой летающий корабль, Губка Боб и Патрик решают посмотреть, что там, и выясняют, что на корабле обитают призраки. |            |                                                                                     |                                       |                                                                            |                                                        |                        |
| 163a | 11a        | «Водяной марафон» «Mermaid Man Begins»                                              | Алан Смарт                            | Кейси Александр, Зеус Цервас, Шон Чэрмэтц и Ричард Пурсель                 | 23 сентября 2011                                       | 19 апреля 2012         |
| Губка Боб и Патрик узнают тайны Морского Супермена и Очкарика от самих героев. |            |                                                                                     |                                       |                                                                            |                                                        |                        |
| 163b | 11b        | «Добрый глаз Планктона» «Plankton’s Good Eye»                                       | Том Ясуми                             | Люк Брукшир, Марк Чеккарелли и Дерек Иверсен                               | 23 сентября 2011                                       | 19 апреля 2012         |
| Планктон — обладатель только одного глаза. Он крадёт ДНК у Губки Боба и у него вдруг вырастает новый, второй глаз, доброта которого начала брать верх над злой натурой Планктона. |            |                                                                                     |                                       |                                                                            |                                                        |                        |
| 164a | 12a        | «Прилипалы на лице» «Barnacle Face»                                                 | Эндрю Овертум                         | Аарон Спрингер, Эндрю Гудман и Стивен Бэнкс                                | 16 сентября 2011                                       | 20 апреля 2012         |
| Накануне школьного бала у Перл на лице появилась отвратительная прилипала. Мистер Крабс не хочет платить за лечение и поручает Губке Бобу вылечить свою дочь и поторопиться, ведь до школьного бала мало времени… |            |                                                                                     |                                       |                                                                            |                                                        |                        |
| 164b | 12b        | «Нянька Пат» «Pet Sitter Pat»                                                       | Том Ясуми                             | Кейси Александр, Зеус Цервас и Ричард Пурсель                              | 16 сентября 2011                                       | 20 апреля 2012         |
| Бабушка приглашает Губку Боба к себе на день рождения, и Губка Боб просит Патрика посидеть с Гэри, чтобы тому не было одиноко. |            |                                                                                     |                                       |                                                                            |                                                        |                        |
| 165a | 13a        | «Домашний сторож Сэнди» «House Sittin’ for Sandy»                                   | Алан Смарт                            | Аарон Спрингер, Шон Чэрмэтц и Стивен Бэнкс                                 | 30 сентября 2011                                       | 9 ноября 2012          |
| Сэнди просит Губку Боба посторожить её дом, пока она в отъезде, но позже в дело вмешивается Патрик. |            |                                                                                     |                                       |                                                                            |                                                        |                        |
| 165b | 13b        | «Джазовые гении Бикини Боттом» «Smoothe Jazz at Bikini Bottom»                      | Эндрю Овертум                         | Кейси Александр, Зеус Цервас и Ричард Пурсель                              | 30 сентября 2011                                       | 9 ноября 2012          |
| Губка Боб выигрывает билеты на джазовый концерт и берёт с собой Сквидварда, но по вине Патрика билеты пропадают и им нужно найти способ попасть на концерт. |            |                                                                                     |                                       |                                                                            |                                                        |                        |
| 166a | 14a        | «Всё дело в пузырях» «Bubble Troubles»                                              | Эндрю Овертум                         | Люк Брукшир, Марк Чеккарелли и Дерек Иверсен                               | 25 ноября 2011                                         | 16 ноября 2012         |
| Губка Боб и Патрик разрушают воздушный дом Сэнди, и им надо срочно найти кислород, пока Сэнди не умерла. |            |                                                                                     |                                       |                                                                            |                                                        |                        |
| 166b | 14b        | «Путь губчатого мастера» «The Way of the Sponge»                                    | Том Ясуми                             | Кейси Александр, Зеус Цервас, Дерек Иверсен и Эндрю Гудман                 | 25 ноября 2011                                         | 16 ноября 2012         |
| Губка Боб и Сэнди сражаются с медведем — мастером карате, чтобы получить чёрный пояс. |            |                                                                                     |                                       |                                                                            |                                                        |                        |
| 167a | 15a        | «Крабсбургер, который съел Бикини Боттом» «The Krabby Patty that Ate Bikini Bottom» | Алан Смарт                            | Аарон Спрингер и Дэни Михаэли                                              | 25 ноября 2011                                         | 23 ноября 2012         |
| Мистер Крабс добавляет в крабсбургер сыворотку роста Сэнди, и он начинает вырастать до гигантских размеров. |            |                                                                                     |                                       |                                                                            |                                                        |                        |
| 167b | 15b        | «Возвращение Пузырика» «Bubble Buddy Returns»                                       | Алан Смарт                            | Люк Брукшир, Марк Чеккарелли и Даг Лоуренс                                 | 25 ноября 2011                                         | 23 ноября 2012         |
| После стольких лет, к Губке Бобу возвращается его друг — пузырь Баббл Бадди. Он просит Губку Боба посидеть с его сыном, чтобы он не лопнул. |            |                                                                                     |                                       |                                                                            |                                                        |                        |
| 168a | 16a        | «Запретительный приказ» «Restraining SpongeBob»                                     | Том Ясуми                             | Пол Тиббит, Винсент Уоллер и Шон Чэрмэтц                                   | 2 апреля 2012                                          | 30 ноября 2012         |
| Сквидвард решает прибегнуть к помощи закона, чтобы Губка Боб не мешал ему. И теперь тот не должен близко приближаться к Сквидварду, иначе его посадят в тюрьму. Поскольку Мистеру Крабсу не предупредили об этом, он заменил на посту Патрика - хуже Губки, лишь бы чтобы Сквидвард передумал.                                         |            |                                                                                     |                                       |                                                                            |                                                        |                        |
| 168b | 16b        | «Фиаско!» «Fiasco!»                                                                 | Том Ясуми                             | Кейси Александр, Зеус Цервас и Даг Лоуренс                                 | 5 апреля 2012                                          | 30 ноября 2012         |
| Сквидвард находит в Красти Краб шедевр Фиаско, и его выставляют на публичное обозрение. Планктон думает, что это остатки крабсбургера, и пытается его получить. |            |                                                                                     |                                       |                                                                            |                                                        |                        |
| 169a | 17a        | «Теперь ты доволен?» «Are You Happy Now?»                                           | Эндрю Овертум                         | Люк Брукшир, Марк Чеккарелли и Дэни Михаэли                                | 31 марта 2012                                          | 9 марта 2013           |
| Сквидвард говорит, что у него нет счастливых воспоминаний. Губка Боб хочет создать для Сквидварда воспоминания, но ничего не выходит. |            |                                                                                     |                                       |                                                                            |                                                        |                        |
| 169b | 17b        | «Планета медуз» «Planet of the Jellyfish»                                           | Том Ясуми                             | Люк Брукшир, Марк Чеккарелли и Даг Лоуренс                                 | 31 марта 2012                                          | 9 марта 2013           |
| Злое чудовище, живущее на Медузьих полях, подчинило всех медуз на поле, и использует их, чтобы сделать злых клонов жителей Бикини Боттом. Губка Боб и Сэнди сражаются с ними. |            |                                                                                     |                                       |                                                                            |                                                        |                        |
| 170a | 18a        | «Пробуйте даром» «Free Samples»                                                     | Эндрю Овертум                         | Кейси Александр, Зеус Цервас и Дэни Михаэли                                | 6 апреля 2012                                          | 16 марта 2013          |
| Из-за Планктона «Красти Краб» теряет своих клиентов. Теперь его работникам надо вернуть посетителей любой ценой. |            |                                                                                     |                                       |                                                                            |                                                        |                        |
| 170b | 18b        | «Дом, милый дом» «Home Sweet Rubble»                                                | Эндрю Овертум                         | Кейси Александр, Зеус Цервас и Ричард Пурсель                              | 4 апреля 2012                                          | 16 марта 2013          |
| Дом Губки Боба вянет, и его нужно отремонтировать. Патрик, мистер Крабс и Сэнди помогают ему. Сквидвард тоже принял в этом участие, но против своей воли. |            |                                                                                     |                                       |                                                                            |                                                        |                        |
| 171a | 19a        | «Карен 2.0» «Karen 2.0»                                                             | Алан Смарт                            | Кейси Александр, Зеус Цервас и Ричард Пурсель                              | 13 апреля 2012                                         | 16 марта 2013          |
| Планктон создаёт копию Карен — «Карен 2», но Карен злится на мужа, и уходит. |            |                                                                                     |                                       |                                                                            |                                                        |                        |
| 171b | 19b        | «Бессонница» «inSPONGEiac»                                                          | Алан Смарт                            | Кейси Александр, Зеус Цервас и Даг Лоуренс                                 | 9 апреля 2012                                          | 16 марта 2013          |
| Мистер Крабс считает, что Губка Боб не высыпается по ночам, и отпускает его домой, пока тот не выспится и с новыми силами не придёт на работу. |            |                                                                                     |                                       |                                                                            |                                                        |                        |
| 172a | 20a        | «Застывшая гримаса» «Face Freeze»                                                   | Эндрю Овертум                         | Кейси Александр, Зеус Цервас и Даг Лоуренс                                 | 21 июля 2012                                           | 12 октября 2013        |
| Крабс рассказывает Губке Бобу и Патрику историю про «застывшее лицо», но те, не послушавшись, продолжают корчить свои лица, после чего их лица действительно застывают. |            |                                                                                     |                                       |                                                                            |                                                        |                        |
| 172b | 20b        | «Конец Мира перчаток» «Glove World R.I.P.»                                          | Том Ясуми                             | Аарон Спрингер и Дэни Михаэли                                              | 3 апреля 2012                                          | 12 октября 2013        |
| Губка Боб и Патрик проводят последний день в парке «Мир Перчаток», так как его хотят закрыть. |            |                                                                                     |                                       |                                                                            |                                                        |                        |
| 173a | 21a        | «Сквидалия» «Squiditis»                                                             | Том Ясуми                             | Аарон Спрингер и Дерек Иверсен                                             | 11 апреля 2012                                         | 19 октября 2013        |
| Чтобы уйти с работы, Сквидвард симулирует выдуманную болезнь, и Губка Боб боится ей заболеть тоже. |            |                                                                                     |                                       |                                                                            |                                                        |                        |
| 173b | 21b        | «Гонки на разрушение» «Demolition Doofus»                                           | Алан Смарт                            | Люк Брукшир, Марк Чеккарелли и Дерек Иверсен                               | 21 июля 2012                                           | 19 октября 2013        |
| После того, как миссис Пафф попала в аварию с Губкой Бобом, она потеряла способность раздуваться. И поэтому она записывает Губку Боба на гонки на разрушение, чтобы избавиться от него. |            |                                                                                     |                                       |                                                                            |                                                        |                        |
| 174a | 22a        | «Хлопья!» «Treats!»                                                                 | Алан Смарт                            | Аарон Спрингер и Дэни Михаэли                                              | 10 апреля 2012                                         | 26 октября 2013        |
| Гэри стремится насладиться кормом для улиток, который Губка Боб принёс домой, но вскоре он заканчивается. Он даже поискал все места планеты, и там их не нашёл. |            |                                                                                     |                                       |                                                                            |                                                        |                        |
| 174b | 22b        | «Здесь или с собой?» «For Here Or To Go?»                                           | Эндрю Овертум                         | Люк Брукшир, Марк Чеккарелли и Стивен Бэнкс                                | 12 апреля 2012                                         | 26 октября 2013        |
| Мистер Крабс устраивает конкурс, приз которого — бесплатный крабсбургер. Планктон хочет выиграть приз, но мистер Крабс вынужден что-то сделать, чтобы этого не произошло, при этом не дав Красти Крабу закрыться из-за мошенничества, так как чтобы никто из работников других ресторанов не участвовали и не использовали технологию. |            |                                                                                     |                                       |                                                                            |                                                        |                        |
| 175 | 23         | «Губка Боб празднует Рождество» «It’s a SpongeBob Christmas!»                       | Марк Кабальеро и Шеймус Уолш          | Люк Брукшир, Марк Чеккарелли, Дерек Иверсен и Даг Лоуренс                  | 23 ноября 2012 года (CBS) 6 декабря 2012 (Nickelodeon) | 16 декабря 2012        |
| Планктон добавляет в рождественский кекс «глуподиум», из-за чего жители Бикини Боттом становятся грубыми и невоспитанными. Лишь Губка Боб может всех спасти. |            |                                                                                     |                                       |                                                                            |                                                        |                        |
| 176a | 24a        | «Укрощение Морского супер-злодея» «Super Evil Aquatic Villain Team Up is Go!»       | Алан Смарт                            | Аарон Спрингер и Дэни Михаэли                                              | 14 октября 2012                                        | 24 марта 2014          |
| Планктон объединяется с Морским Злодеем, и Губка Боб пытается достучаться до Супермена и Очкарика. |            |                                                                                     |                                       |                                                                            |                                                        |                        |
| 176b | 24b        | «Гниль-фрикасе» «Chum Fricassee»                                                    | Том Ясуми                             | Кейси Александр, Зеус Цервас и Ричард Пурсель                              | 21 октября 2012                                        | 24 марта 2014          |
| Сквидвард увольняется из «Красти Краб» и помогает Планктону создать «Гниль Фрикасе» по секретному рецепту его бабушки. Тут же в «Чам Баккете» появляются клиенты. |            |                                                                                     |                                       |                                                                            |                                                        |                        |
| 177a | 25a        | «Крабовая реклама» «The Good Krabby Name»                                           | Алан Смарт                            | Люк Брукшир, Марк Чеккарелли и Дерек Иверсен                               | 3 сентября 2012                                        | 25 октября 2014        |
| Губка Боб и Патрик всячески рекламируют «Красти Краб», так как Крабс узнал, что не все жители города ели в его ресторане. |            |                                                                                     |                                       |                                                                            |                                                        |                        |
| 177b | 25b        | «Подвинься или сгинь!» «Move It or Lose It»                                         | Эндрю Овертум                         | Кейси Александр, Зеус Цервас и Даг Лоуренс                                 | 21 октября 2012                                        | 25 октября 2014        |
| Крабс и Планктон узнают, что расстояние между их заведениями не соответствует параметрам. Один из ресторанов должен быть снесён. |            |                                                                                     |                                       |                                                                            |                                                        |                        |
| 178 | 26         | «Здравствуй, Бикини Боттом!» «Hello Bikini Bottom!»                                 | Эндрю Овертум, Алан Смарт и Том Ясуми | Аарон Спрингер, Шон Чэрмэтц и Дэни Михаэли                                 | 8 октября 2012                                         | 25 марта 2013          |
| Известный промоутер, полковник Карпер, приглашает Губку Боба и Сквидварда выступать дуэтом в мировом турне. Однако, в дело вмешивается Крабс, желающий подзаработать. |            |                                                                                     |                                       |                                                                            |                                                        |                        |